# Eternity (Anathema-Album)
Eternity ist das dritte Studioalbum der britischen Band Anathema. Es wurde im November 1996 bei Peaceville Records veröffentlicht. Es setzte nach The Silent Enigma den Wandel fort und war das erste mit klarem Gesang.

## Entstehung und Stil
Mit Eternity wandelten Anathema ihren Stil weiter. Vincent Cavanagh sang im Gegensatz zum Vorgängeralbum nun klar. Der frühere Sänger Darren White, der death-metal-ähnlich growlte, hatte die Band während der Aufnahmen zu The Silent Enigma verlassen. Cavanaghs Gesang war auf jenem Album noch im Shouting-Stil angelegt gewesen. Auch die Texte wandelten sich, etwa von Anklagen gegen Gott in Richtung von Aussagen zur Sinnlosigkeit des Lebens. Zudem traten Keyboards hinzu, die harten Gitarren wichen diesen zum Teil, obwohl sie streckenweise noch im Vordergrund stehen. Mit Hope wurde ein Stück von Roy Harpers Album Whatever Happened to Jugula? gecovert. Auch rezitierte Harper das gesprochene Gedicht Bad Speech vom selben Album als Intro zu Hope. Michelle Richfield übernahm auf dem Album die weibliche Gesangsstimme.

## Rezeption
Robert Taylor vergab auf der Webseite Allmusic viereinhalb von fünf Sternen und die Auszeichnung AMG Album Pick. Er schrieb, Anathema hätten mit dem Album bewiesen, dass sie eine eigenständige Band seien und nicht zufrieden damit, Geschichte zu wiederholen. Hanno Kress schrieb im Magazin Rock Hard, das Album komme „schwer, schwülstig und bombastisch“ daher, auch wurde „klanglicher Kleister“ gerügt. Dennoch lautete das Fazit: „Eternity ist auf eine ganz eigene Art betörend und apokalyptisch. Der ideale postmetallische Chill-Out nach einer durchtanzten Nacht.“ Die Bewertung lag bei 7,5 von zehn Punkten.

## Titelliste
1. Sentient – 2:59
2. Angelica – 5:51
3. The Beloved – 4:44
4. Eternity Part I – 5:35
5. Eternity Part II – 3:12
6. Hope – 5:55
7. Suicide Veil – 5:11
8. Radiance – 5:52
9. Far Away – 5:30
10. Eternity Part III –  4:44
11. Cries on the Wind – 5:01
12. Ascension – 3:21

Bonustitel
1. Far Away (acoustic) – 5:23 (Digipak- & Japan-Bonustitel)
2. Eternity Part III (acoustic) – 5:06 (Digipak- & Japan-Bonustitel)
3. Angelica (Live) – 6:49 (Bonustitel der Neuausgabe)

Japan-Bonustitel
1. Sleepless ‘96 (Japan-Bonustitel)

Bonustitel der Wiederveröffentlichung
1. Intro (Live)
2. Restless Oblivion (Live)
3. Shroud of Frost (Live)
4. We, the Gods (Live)

- Hope wurde von Roy Harper und David Gilmour geschrieben.